# Tournoi de tennis de Nuremberg
Le tournoi de Nuremberg est un tournoi de tennis féminin du circuit professionnel WTA et masculin du circuit professionnel ATP.
Une seule édition masculine a été organisée en 1976.
Le tournoi féminin, créé en 2013, succède à l'Open de Barcelone, annulé pour des raisons financières. Le tournoi est alors déplacé au mois de juin et se dispute cette année-là au lendemain de Roland-Garros. Il se joue en mai à partir de 2014 et précède alors le tournoi du Grand Chelem français.

## Palmarès dames

### Simple
| No | Date       | Nom et lieu du tournoi                 | Catégorie | Dotation  | Surface      | Vainqueure       | Finaliste            | Score          |         |
| -- | ---------- | -------------------------------------- | --------- | --------- | ------------ | ---------------- | -------------------- | -------------- | ------- |
| 1  | 10-06-2013 | Nürnberger Versicherungscup, Nuremberg | Intern'l  | 235 000 $ | Terre (ext.) | Simona Halep     | Andrea Petkovic      | 6-3, 6-3       | Tableau |
| 2  | 19-05-2014 | Nürnberger Versicherungscup, Nuremberg | Intern'l  | 226 750 $ | Terre (ext.) | Eugenie Bouchard | Karolína Plíšková    | 6-2, 4-6, 6-3  | Tableau |
| 3  | 17-05-2015 | Nürnberger Versicherungscup, Nuremberg | Intern'l  | 226 750 $ | Terre (ext.) | Karin Knapp      | Roberta Vinci        | 7-65, 4-6, 6-1 | Tableau |
| 4  | 15-05-2016 | Nürnberger Versicherungscup, Nuremberg | Intern'l  | 226 750 $ | Terre (ext.) | Kiki Bertens     | Mariana Duque Mariño | 6-2, 6-2       | Tableau |
| 5  | 21-05-2017 | Nürnberger Versicherungscup, Nuremberg | Intern'l  | 226 750 $ | Terre (ext.) | Kiki Bertens     | Barbora Krejčíková   | 6-2, 6-1       | Tableau |
| 6  | 20-05-2018 | Nürnberger Versicherungscup, Nuremberg | Intern'l  | 250 000 $ | Terre (ext.) | Johanna Larsson  | Alison Riske         | 7-64, 6-4      | Tableau |
| 7  | 19-05-2019 | Nürnberger Versicherungscup, Nuremberg | Intern'l  | 226 750 $ | Terre (ext.) | Yulia Putintseva | Tamara Zidanšek      | 4-6, 6-4, 6-2  | Tableau |

### Double
| No | Date       | Nom et lieu du tournoi                | Catégorie | Dotation  | Surface      | Vainqueures                          | Finalistes                        | Score             |         |
| -- | ---------- | ------------------------------------- | --------- | --------- | ------------ | ------------------------------------ | --------------------------------- | ----------------- | ------- |
| 1  | 10-06-2013 | Nürnberger Versicherungscup Nuremberg | Intern'l  | 235 000 $ | Terre (ext.) | Raluca Olaru Valeria Solovieva       | Anna-Lena Grönefeld Květa Peschke | 2-6, 7-63, [11-9] | Tableau |
| 2  | 19-05-2014 | Nürnberger Versicherungscup Nuremberg | Intern'l  | 226 750 $ | Terre (ext.) | Michaëlla Krajicek Karolína Plíšková | Raluca Olaru Shahar Peer          | 6-0, 4-6, [10-6]  | Tableau |
| 3  | 17-05-2015 | Nürnberger Versicherungscup Nuremberg | Intern'l  | 226 750 $ | Terre (ext.) | Chan Hao-Ching Anabel Medina         | Lara Arruabarrena Raluca Olaru    | 6-4, 7-65         | Tableau |
| 4  | 15-05-2016 | Nürnberger Versicherungscup Nuremberg | Intern'l  | 226 750 $ | Terre (ext.) | Kiki Bertens Johanna Larsson         | Shuko Aoyama Renata Voráčová      | 6-3, 6-4          | Tableau |
| 5  | 21-05-2017 | Nürnberger Versicherungscup Nuremberg | Intern'l  | 226 750 $ | Terre (ext.) | Nicole Melichar Anna Smith           | Kirsten Flipkens Johanna Larsson  | 3-6, 6-3, [11-9]  | Tableau |
| 6  | 20-05-2018 | Nürnberger Versicherungscup Nuremberg | Intern'l  | 250 000 $ | Terre (ext.) | Demi Schuurs Katarina Srebotnik      | Kirsten Flipkens Johanna Larsson  | 3-6, 6-3, [10-7]  | Tableau |
| 7  | 19-05-2019 | Nürnberger Versicherungscup Nuremberg | Intern'l  | 226 750 $ | Terre (ext.) | Gabriela Dabrowski Xu Yifan          | Sharon Fichman Nicole Melichar    | 4-6, 7-65, [10-5] | Tableau |

## Palmarès messieurs

### Simple
| No | Date       | Nom et lieu du tournoi | Catégorie | Dotation | Surface         | Vainqueur     | Finaliste   | Score         |  |
| -- | ---------- | ---------------------- | --------- | -------- | --------------- | ------------- | ----------- | ------------- |  |
| 1  | 08-03-1976 | , Nuremberg            |           | 25 000 $ | Moquette (int.) | Frew McMillan | Thomaz Koch | 2-6, 6-3, 6-4 |  |

### Double
| No | Date       | Nom et lieu du tournoi | Catégorie | Dotation | Surface         | Vainqueurs                | Finalistes                   | Score    |  |
| -- | ---------- | ---------------------- | --------- | -------- | --------------- | ------------------------- | ---------------------------- | -------- |  |
| 1  | 08-03-1976 | , Nuremberg            |           | 25 000 $ | Moquette (int.) | Karl Meiler Frew McMillan | Colin Dowdeswell Peter Kronk | 7-6, 6-4 |  |